# Зденек Прохазка
Зденек Прохазка (чеськ. Zdeněk Procházka, 12 січня 1928 — 24 вересня 2016) — чехословацький футболіст, що грав на позиції півзахисника, зокрема, за клуб «Спарта» (Прага), а також національну збірну Чехословаччини.
Дворазовий Чемпіон Чехословаччини. 

## Клубна кар'єра
У футболі дебютував 1953 року виступами за команду «Вікторія» (Жижков), в якій провів сім сезонів. 
Згодом з 1953 по 1961 рік грав у складі команди «Спарта» (Прага). За цей час двічі виборов титул чемпіона Чехословаччини.
Завершив професійну ігрову кар'єру у клубі «Вікторія» (Жижков), за команду якого цього разу виступав протягом 1961—1965 років.
| Дата       | Місто         | Господарі      | Результат | Гості          | Турнір                   | Голи | Примітки |
| ---------- | ------------- | -------------- | --------- | -------------- | ------------------------ | ---- | -------- |
| 13/12/1953 | Генуя         | Італія         | 3 – 0     | Чехословаччина | Кубок Центральної Європи | -    |          |
| 24/10/1954 | Будапешт      | Угорщина       | 4 – 1     | Чехословаччина | товариський матч         | -    |          |
| 27/03/1955 | Брно          | Чехословаччина | 3 – 2     | Австрія        | Кубок Центральної Європи | 1    |          |
| 25/09/1955 | Прага         | Чехословаччина | 5 – 2     | Бельгія        | товариський матч         | -    |          |
| 02/10/1955 | Прага         | Чехословаччина | 1 – 3     | Угорщина       | Кубок Центральної Європи | -    |          |
| 13/11/1955 | Софія (місто) | Болгарія       | 3 – 0     | Чехословаччина | товариський матч         | -    |          |
| 26/08/1956 | Сантьяго      | Чилі           | 3 – 0     | Чехословаччина | товариський матч         | -    |          |
| 16/06/1957 | Брно          | Чехословаччина | 3 – 1     | НДР            | Відбір до ЧС 1958        | -    |          |
| Усього     |               | Матчів         | 8         |                | Голів                    | 1    |          |

## Титули і досягнення
- Чемпіон Чехословаччини (1):

«Спарта» (Прага): 1952, 1954